# Al-Nasr Stadium
Al-Nasr Stadium – stadion piłkarski w Chan Junus, w Strefie Gazy, w Autonomii Palestyńskiej. Posiada nawierzchnię trawiastą. Może pomieścić 4000 osób. Został otwarty w 1952 roku.